# Zapatillas
Zapatillas és el quart àlbum d'estudi de la banda espanyola El Canto del Loco, llançat el 21 de juny de 2005 a Espanya.se'n varen vendre més de 421.000 copies. Els singles extrets d'aquest CD són Zapatillas, Volverá i Besos.

## Llista de cançons
1. Canciones	 3:03
2. Volverá	 3:49
3. Zapatillas	 2:55
4. Será	 4:08
5. Besos	 2:25
6. Vuelve 2:35
7. Despiértame	 3:07
8. Úsanos	 3:18
9. El pescao	 3:21
10. Qué caro es el tiempo 2:57
11. Desaparece	 2:50
12. Tal como eres 4:13
13. Por ti	 2:50